# 632型福林級油水運輸船
632型福林級油水運輸船，是中國人民解放軍海軍自1972年起服役的一型輔助艦，能運輸淡水與燃油。該型艦獲北約賦予代號為「Fulin級」。
本型艦之艦名編制為兩個漢字加三位數編號。第二字為「油」或「水」，分別表示該艦為油船或水船。第一字為所在艦隊，分別為「東」（東海艦隊）、「北」（北海艦隊）及「南」（南海艦隊）。但由於命名慣例更新，部分艦艇之舷號可能已變更。

## 同型艦列表
| 類型  | 舷號    | 建造廠         | 服役時間 | 現況   | 所屬艦隊 |
| ----- | ------- | -------------- | -------- | ------ | -------- |
| 632型 | 北水572 | 滬東中華造船廠 | 1972年起 | 已退役 | 北海艦隊 |
| 632型 | 北油400 | 滬東中華造船廠 | 1972年起 | 已退役 | 北海艦隊 |
| 632型 | 北油562 | 滬東中華造船廠 | 1972年起 | 已退役 | 北海艦隊 |
| 632型 | 東油632 | 滬東中華造船廠 | 1972年起 | 現役   | 東海艦隊 |
| 632型 | 東油634 | 滬東中華造船廠 | 1972年起 | 現役   | 東海艦隊 |
| 632型 | 東油635 | 滬東中華造船廠 | 1972年起 | 已退役 | 東海艦隊 |
| 632型 | 東油638 | 滬東中華造船廠 | 1972年起 | 已退役 | 東海艦隊 |
| 632型 | 東油639 | 滬東中華造船廠 | 1972年起 | 已退役 | 東海艦隊 |
| 632型 | 東油642 | 滬東中華造船廠 | 1972年起 | 已退役 | 東海艦隊 |
| 632型 | 南水970 | 滬東中華造船廠 | 1972年起 | 已退役 | 南海艦隊 |
| 632型 | 南油961 | 滬東中華造船廠 | 1972年起 | 已退役 | 南海艦隊 |
| 632型 | 南油962 | 滬東中華造船廠 | 1972年起 | 已退役 | 南海艦隊 |
| 632型 | 南油963 | 滬東中華造船廠 | 1972年起 | 已退役 | 南海艦隊 |
| 632型 | 南油969 | 滬東中華造船廠 | 1972年起 | 已退役 | 南海艦隊 |